# أوسي فاكاتاليساو
أوسي فاكاتاليساو (بالإنجليزية: Osea Vakatalesau)‏ (مواليد 15 يناير 1986 في سوفا) لاعب كرة قدم فيجي دولي يجيد اللعب في خط الهجوم . يلعب حاليا لصالح نادي لاوتوكا الفيجي منذ 2009 .

## روابط خارجية
- أوسي فاكاتاليساو على موقع الاتحاد الدولي (مؤرشف)  (الإنجليزية)
- أوسي فاكاتاليساو على موقع قاعدة بيانات كرة القدم.إي يو (الإنجليزية)
- أوسي فاكاتاليساو على موقع ناشيونال فوتبول تيمز (الإنجليزية)
- أوسي فاكاتاليساو على موقع Soccerway.com (الإنجليزية)
- أوسي فاكاتاليساو على موقع عالم كرة القدم.نت (الإنجليزية)
- أوسي فاكاتاليساو على موقع كووورة